# Tauma Village
Tauma Village är en ort i Kiribati.   Den ligger i örådet Tabiteuea och ögruppen Gilbertöarna, i den sydöstra delen av landet, 300 km sydost om huvudstaden Tarawa. Tauma Village ligger 12 meter över havet och antalet invånare är 204. Den ligger på ön Tauma.
Terrängen runt Tauma Village är mycket platt.  Närmaste större samhälle är Eita Village, 9,1 km nordväst om Tauma Village. 